# Althannové
Althannové (též německy Althann, Althan, Altham či Altheim) jsou šlechtický rod původem z Dolního Bavorska, od 16. století usazený v Rakousku, později s významnými majetky na Moravě, v Čechách a Kladském hrabství, ale také v Prusku (dnes v Polsku) a Uhrách. Řada členů rodu dosáhla vysokého postavení ve státní správě, armádě nebo církevní hierarchii, na českém území je s jejich jménem nejvíce spojen zámek Vranov nad Dyjí.

## Dějiny rodu
Nejstarší historie Althannů není dodnes úplně jasná, různé prameny se liší v dataci prvních zmínek o rodu. Za nejstaršího předka je považován Dietmar z Thannu († 1233), účastník křížové výpravy do Svaté země, zvaný vzhledem ke svému věku „der alte Thann“ („stará jedle“), což pak dalo jméno celému rodu. Jiné prameny zmiňují ve 12. století rod Altheimů ve Švábsku, zcela prokazatelný je až Volfgang z Althannu, který se počátkem 16. století usadil v Rakousku a sňatkem získal hrad Goldburg (zřícenina zámku). Ten se stal oblíbeným sídlem rodu, zanikl však následkem požáru za napoleonských válek.

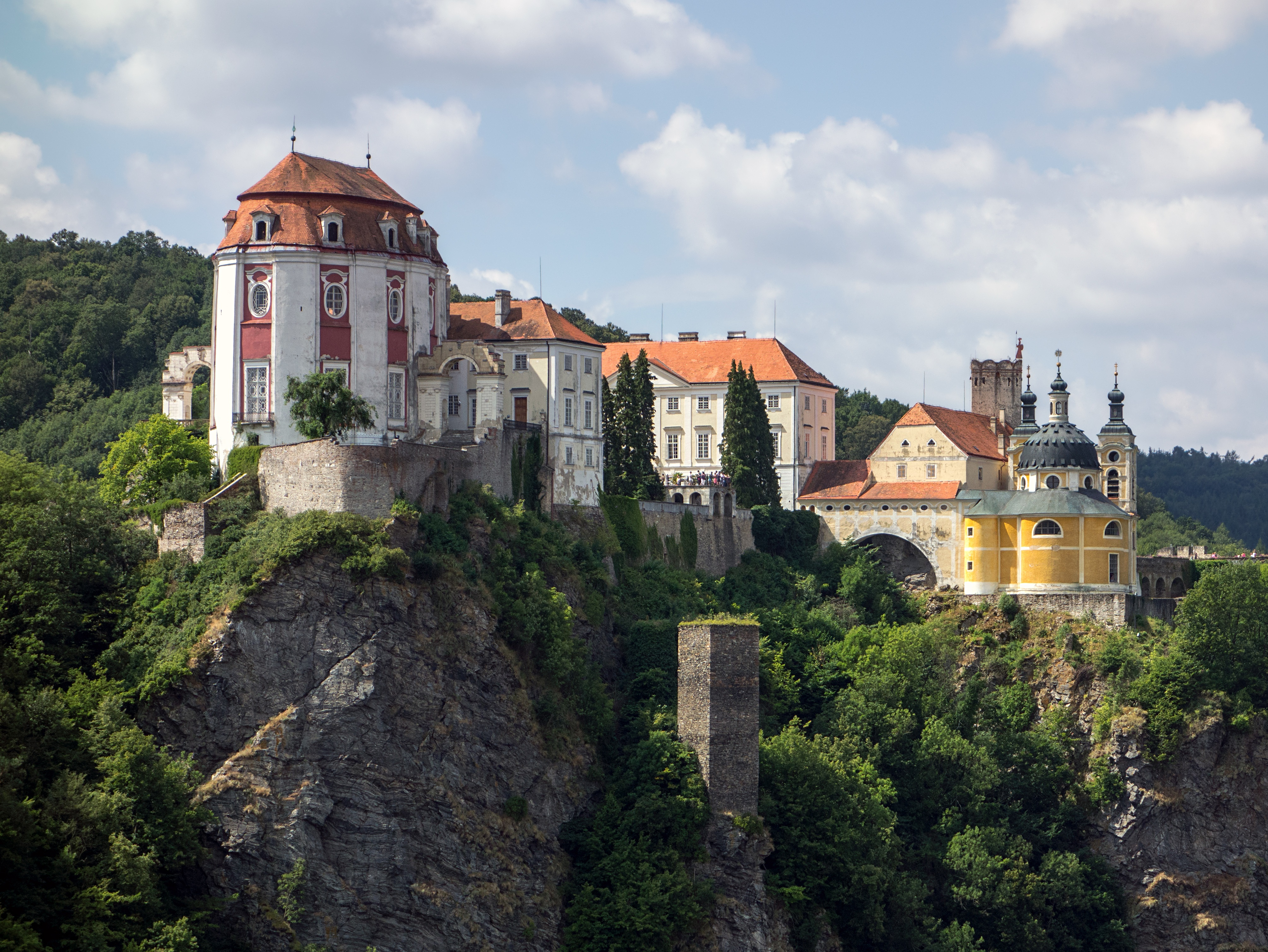
Zámek Vranov nad Dyjí, hlavní sídlo Althannů v 17. a 18. století

Prvním významnějším členem rodu byl Volfgangův syn Kryštof (1535–1589), který svou kariéru začal jako zemský úředník v Dolním Rakousku, kde vlastnil řadu statků (hrad Goldburg). V roce 1574 byl povýšen do stavu svobodných pánů a od roku 1579 byl prezidentem dvorské komory. Jako první z Althannů také získal majetek na Moravě a od roku 1577 byl zástavním držitelem panství Oslavany. Jeho mladší syn Volf Dětřich (1576–1623) s finanční pomocí manželky Kateřiny Krajířové z Krajku rozšířil rodové statky na Moravě nákupem Jaroslavic (1609) a Vranova nad Dyjí (1617). Jako protestant a významný pozemkový vlastník se zapojil do stavovského povstání. Jeho aktivity nejsou z dostupných pramenů úplně zřetelné, je ale doloženo, že v roce 1619 půjčil moravským stavům 12 000 zlatých na náklady spojené s najímáním vojska. Po Bílé hoře Volfův majetek propadl konfiskaci, převážně jej ale zpět získal jeho starší bratr Michael Adolf I. (1574–1636), který naopak stál na straně Habsburků. Již v mládí se zúčastnil válek proti Turkům, později dosáhl hodnosti generála a uplatnil se i jako diplomat. V roce 1608 byl povýšen do hraběcího stavu a na paměť svého přestupu na katolickou víru se zavázal, že všichni mužští potomci budou nosit jako první křestní jméno Michael, u žen to mělo být jméno Marie. Toto pravidlo bylo až na několik málo výjimek dodržováno až do 20. století, na druhou stranu se tím rodokmen Althannů pro pozdější badatele stal velmi složitým studijním materiálem. Michael Adolf I. proslul mimo jiné jako významný mecenáš jezuitského řádu.

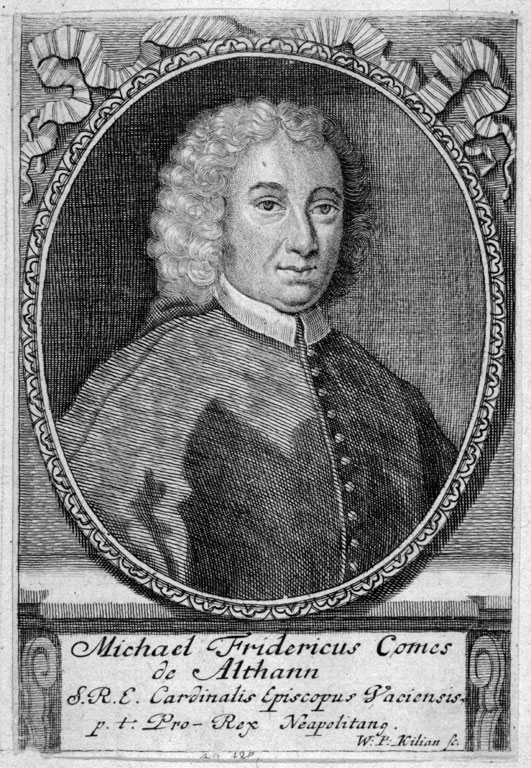
Kardinál Michael Bedřich z Althannu, místokrál neapolský

Vedle jihomoravských Althannů se prosadila i větev sídlící od poloviny 17. století na rozhraní východních Čech a Kladska (panství Králíky-Mittelwalde). Z této linie vynikl Michael Václav (1630–1686), který byl c.k. tajným radou, vyslancem v Polsku a ve Švédsku, kariéru završil jako zemský hejtman v Kladsku (1680–1686), kde si na svých statcích nechal postavit honosné letní sídlo ve Wölfersdorfu (nynější Wilkanów v Polsku). I z jeho potomstva vzešly další významné osobnosti, jejichž kariéra ovšem souvisela především se vzestupem hlavní rodové větve na Vranově.
I když vliv Althannů stoupal, ještě v 17. století se museli spoléhat i na podporu ještě vlivnějších rodů, například knížat Dietrichsteinů. Michael Jan II. (1643–1702) se stal přísedícím moravského zemského soudu a své ambice promítl do rozsáhlé přestavby vranovského zámku. Mezi skutečnou elitu pozvedl rodinu až jeho syn Michael Jan III. (1679–1722), který sice nezastával žádný státní úřad (v letech 1716–1722 byl nejvyšším štolbou), ale patřil k důležitým osobnostem zákulisí dvora Karla VI., v roce 1719 dostal darem od císaře velké panství v Chorvatsku s hradem Čakovec. Podíl na tom měla i manželka Michaela Jana III., španělská markýza Marie Anna rozená Pignatelliová (1689–1755), údajná favoritka Karla VI., která až po ovdovění získala do svého vlastnictví hlavní rodové sídlo ve Vranově nad Dyjí. Na přízni Habsburků pak profitovali Althannové po celé 18. století, což dokládá osobnost Michaela Bedřicha Althanna (1680–1734) z králické větve, který spojil církevní a diplomatickou kariéru, dosáhl hodnosti kardinála (1719) a v letech 1722–1728 byl místokrálem v Neapoli. Mimoto byl také biskupem ve Vácu v Uhrách a tuto hodnost po něm zastával jeho synovec Michael Karel (1702–1756).
Od druhé poloviny 18. století se Althannové uplatňovali již jen v čestných dvorských hodnostech, jen několik členů rodu dosáhlo vyšších postů v armádě. Souviselo to mimo jiné s početným potomstvem, neustálým štěpením majetku a především finančním úpadkem vranovských Althannů. Když nakonec po vymření několika větví došlo k opětovnému sloučení majetku, jednalo se o značně ztenčené statky ve východních Čechách a v Prusku. Na sklonku monarchie byl reprezentantem rodu Michael Robert Althann (1853–1919), který díky pozemkovému vlastnictví a čestným hodnostem měl zajištěno dědičné místo v rakouské, uherské a pruské panské sněmovně, byl též c.k. komořím. Díky sňatku získal po více než sto letech majetek na Moravě (Lipník nad Bečvou), ale jeho syn Michael Karel Althann (1897–1987) v roce 1945 přišel o statky nejen v Česku, ale i v Polsku. Žijí dodnes (mimo jiné na svém statku Murstetten v Dolních Rakousích, který kontinuitně drží více než 400 let)

## Vývoj majetkových poměrů a stavební aktivity

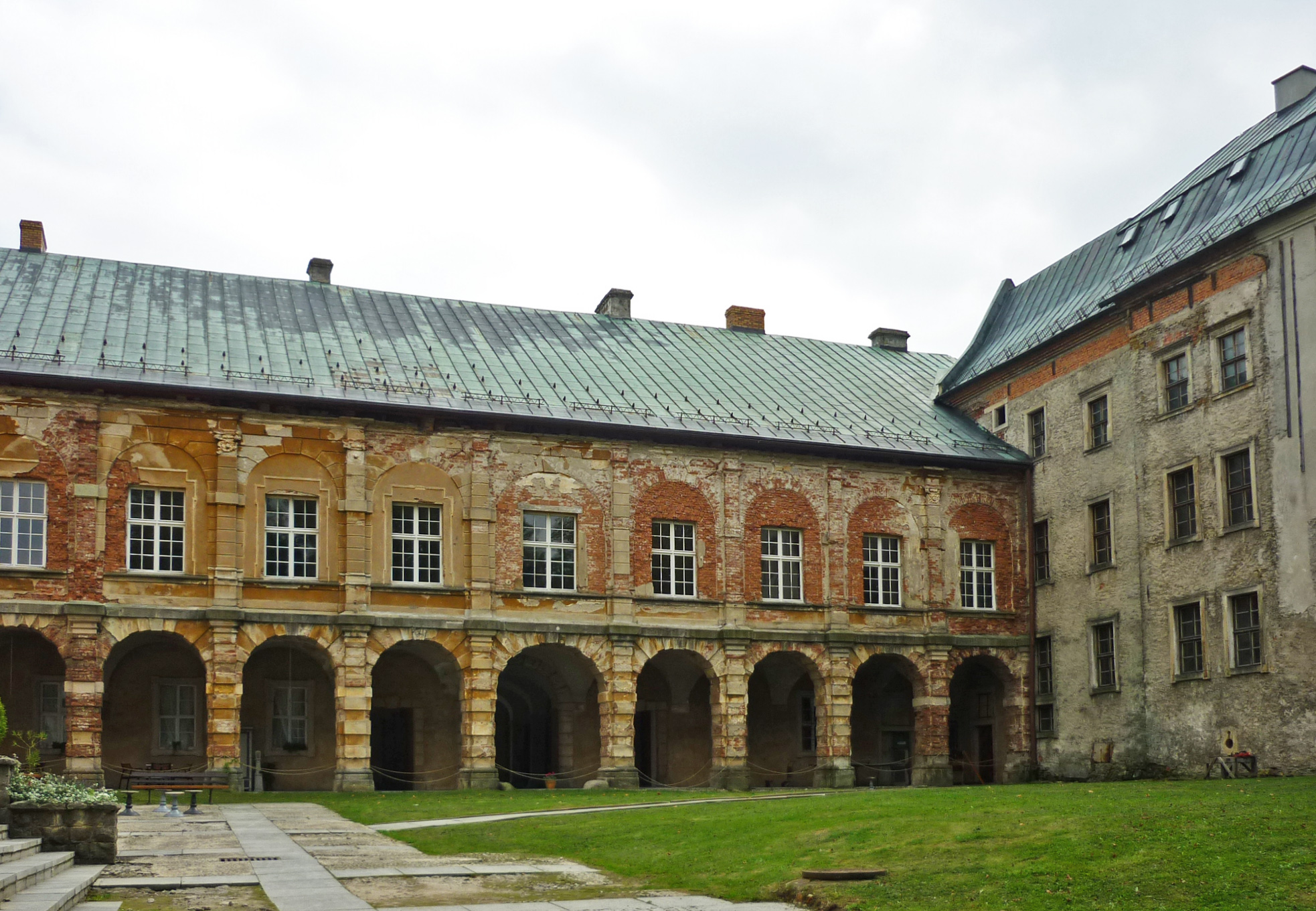
Zámek Miedzylesie (Mittelwalde)

První pozemkový majetek na českém území získal svobodný pán Kryštof z Althannu (1535–1589), který byl od roku 1577 zástavním držitelem panství Oslavany u Brna a zahájil zde přestavbu bývalého kláštera na renesanční zámek. Oslavanské panství bylo majetkem rodu až do konce třicetileté války, pak přešlo sňatkem na rod Mollartů. Kryštofův mladší syn Volf Dětřich (1576–1623) zakoupil na jižní Moravě Jaroslavice (1609) a Vranov nad Dyjí (1617), obojí ale ztratil v konfiskacích za účast na stavovském povstání. O získání jeho konfiskovaného majetku pak vyvinul značné úsilí jeho starší bratr Michael Adolf I. (1574–1636), katolík a císařský generál. Ze získaných konfiskátů pak prodal Vranov (1629) a až o dvě generace později se toto panství vrátilo do majetku Althannů osobností Michaela Jana II. (1643–1702). Ten zahájil rozsáhlou přestavbu vranovského zámku, jejímž vyvrcholením byla přístavba monumentálního Sálu předků (architekt Johann Bernhard Fischer), která dodnes tvoří významnou krajinnou dominantu nad údolím řeky Dyje.
Michael Jan II. zemřel náhle a bez závěti (1702), což vedlo k dlouholetému soudnímu sporu o dědické podíly mezi jeho syny, Vranov na základě prvorozenství převzal starší syn Michael Heřman (1671–1736). O získání Vranova však léta usiloval jeho mlaší bratr, přední císařský dvořan Michael Jan III. (1679–1722). Po jeho předčasné smrti převzal poručnickou správu nad nezletilými dětmi osobně císař Karel VI. a ten teprve zajistil převedení Vranova do jejich majetku. Starší ze synů Michael Jan IV. (1710–1778) přenechal jihomoravský majetek v hodnotě jednoho miliónu zlatých mladšímu bratrovi a sám si koupil panství Svojšice u Kolína. Po vyhoření zdejšího zámku došlo k rokokové přestavbě (1755–1758), další výrazné úpravy proběhly v roce 1847, tehdejší majitel Michael Josef (1798–1861) zde také umístil bohatou knihovnu. V první polovině 19. století patřily Svojšice u Althannů k oblíbeným sídlům, což dokládají rodinné události, které zde proběhly.

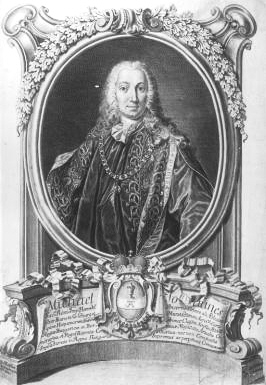
Michael Jan III. z Althannu, nejvyšší štolba císaře Karla VI.

Mezitím došlo k odštěpení tzv. králické větve, kterou založil mladší syn Michaela Adolfa I., Michael Ferdinand (1610–1658). Ten sňatkem s Marií Kateřinou von Pappenheim, rozenou Trauttmansdorffovou, získal v roce 1650 panství Králíky ve východních Čechách. O tři roky později přikoupil sousední Mezilesí v Kladsku, nyní v Polsku a v následujících letech zdejší panství rozšiřoval dalšími nákupy. Zámek v Králíkách vyhořel v roce 1709 a poté již nebyl obnoven, i později jsou zde ale doloženy pobyty členů rodu, častěji se však zdržovali na nově vybudovaném zámku v Mezilesí nebo na letním sídle ve Wölfersdorfu (nynější Wilkanów v Polsku). Spojené panství Králíky-Mezilesí bylo od roku 1657 fideikomisem, který přecházel na potomky v této linii až do jejího vymření v roce 1810, pak je zdědila vranovská větev, která mezitím ztratila své majetkové zázemí na jižní Moravě.
Michael Adolf II. (1648–1709), mladší bratr Michaela Jana II., získal v roce 1669 panství Hrušovany nad Jevišovkou nedaleko od tehdejšího hlavního sídla v Jaroslavicích. Založil tak hrušovanskou větev Althannů, která vymřela v roce 1805. V Hrušovanech nechali tito Althannové postavit zámek a také kostel sv. Štěpána. Po nich pak díky sňatkům přešlo hrušovanské panství na další rody.
Koncem 18. století došlo ke značným ztrátám u hlavní větve na Vranově. Nákladný společenský život a neustálé stavební úpravy vranovského zámku přivedly během 18. století tuto rodovou linii k finančnímu úpadku. Řešením měl být prodej Jaroslavic (1790) a hradu Čakovec v Chorvatsku (1791), nakonec ale došlo i ke ztrátě stěžejní rodové pýchy – zámek Vranov s panstvím byl v roce 1793 prodán za 600 000 zlatých. Krátce nato ale vymřela králická větev (1810) a její majetek přešel na potomky vranovských Althannů. V další generaci přikoupil Michael Karel Althann (1801–1881) v roce 1841 za 220 000 zlatých poměrně rozsáhlé panství Milíčeves u Jičína. Výstavbou milíčevského empírového zámku však došlo k dalšímu zadlužení, takže v roce 1850 byl od Milíčevse odprodán větší díl se statkem Tuř. Celý milíčevský velkostatek pak ještě v 19. století přešel sňatkem na rod Vrintsů von Falkenstein.
K poslednímu významnému rozšíření majetku Althannů došlo sňatkem Michaela Roberta (1853–1919) s hraběnkou Antonií Hatzfeld-Wildenburg (1856–1933), která byla dědičkou části někdejšího obrovského majetku Dietrichsteinů. Althannům tak po její smrti připadly velkostatky Lipník nad Bečvou a Hranice s rozlohou cca 6 500 hektarů půdy s převládajími lesními porosty. Posledním majitelem velkostatků Králíky, Svojšice a Lipník nad Bečvou byl JUDr. Michael Karel Althann (1897–1987), jemuž byly zkonfiskovány v roce 1945, tehdy přišel i o majetek v Polsku (Miedzyłesie).
Umělecké hodnoty kdysi výstavních zámků v Jaroslavicích a Hrušovanech nad Jevišovkou zanikají dnes ve značně zchátralém stavu obou objektů, který je důsledkem dlouhodobě nevyjasněných majetkových poměrů a soudních sporů, v ruinách je dnes i bývalé letní sídlo Wölfersdorf (nynější Wilkanów v Polsku). Naopak zámek ve Vranově nad Dyjí patří k turistickým atraktivitám jižní Moravy, v Polsku je z někdejšího majetku Althannů veřejnosti zpřístupněn zámek v Miedzyłesie.
Althannům patřily také městské paláce ve Vídni, Brně a Znojmě. Althanský palác na Horním náměstí ve Znojmě je jediný, který se dochoval dodnes. Althannům patřil do roku 1860, v současnosti je zde po rekonstrukci umístěn luxusní hotel. Althanský palác v Brně v Kobližné ulici byl již v 18. století spojen se sousedním Ústavem šlechtičen, na konci druhé světové války byl ale vybombardován a na jeho místě dnes stojí moderní budova Komerční banky. Dnes již neexistují ani dva rodové paláce ve Vídni, které vznikly v 17. a 18. století podle projektů členů rodiny Fischerů z Erlachu. Oba paláce padly za oběť asanace a nové výstavby v 19. století.

## Erb

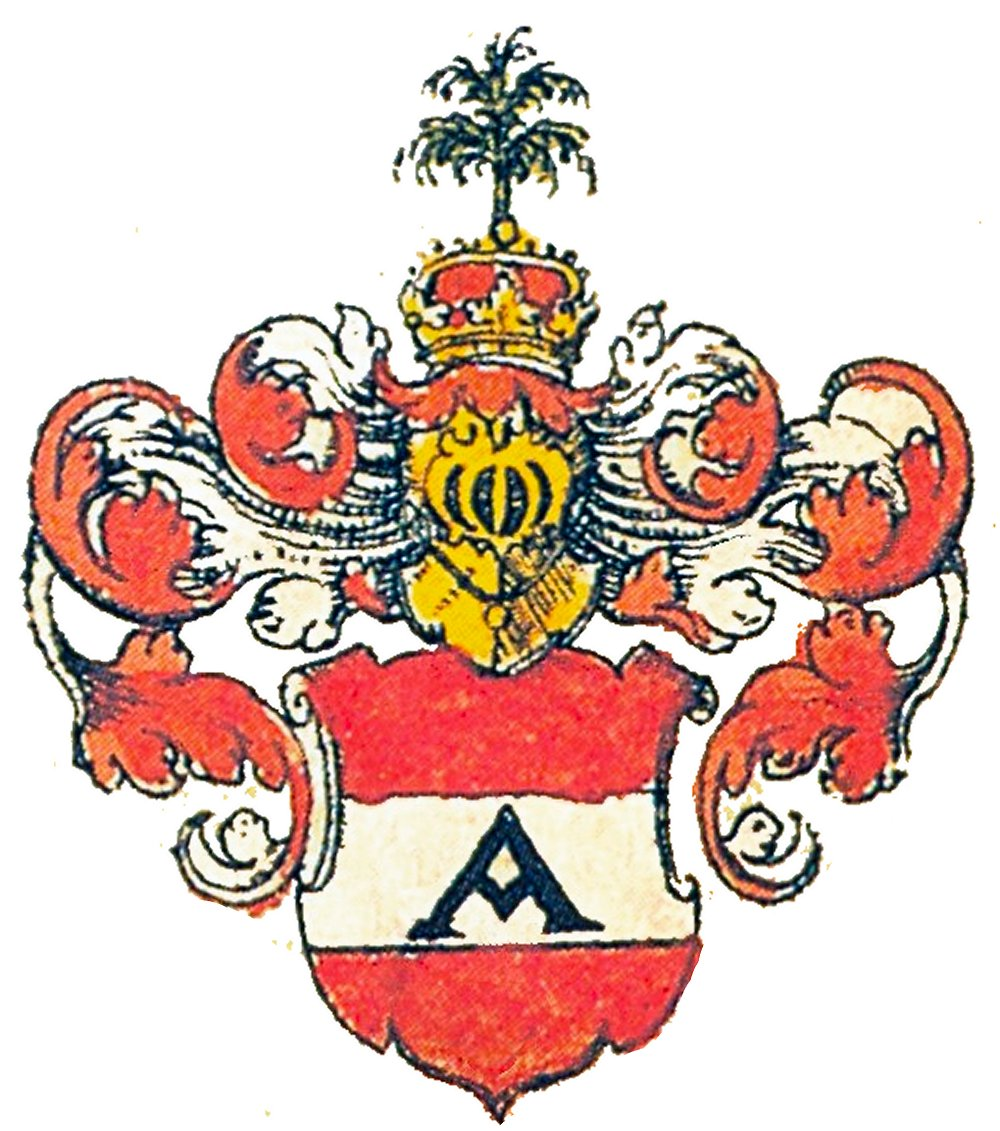
Erb rodu von Althann

Původním erbem Althannů byl červený štít se stříbrným břevnem, přes nějž bylo přeloženo černé písmeno A. V této jednoduché podobě přečkal rodový erb několik staletí, i když časem došlo k několika polepšením souvisejících například s udělením hodnosti dědičných číšníků Svaté říše Římské (1714) nebo dědičných kraječů rakouských zemí (1824). V různých podobách je erb Althannů k vidění na zámku ve Vranově nad Dyjí, ale také ve Znojmě nebo na dalších rodových sídlech (Hrušovany nad Jevišovkou, Jaroslavice), althanský erb můžeme vidět i na budově bývalého zájezdního hostince v Milíčovicích nedaleko Vranova.

## Sídla v Čechách a na Moravě
- Hrušovany nad Jevišovkou (1669–1784)
- Jaroslavice (1609–1790)
- Králíky (1650–1945)
- Lipník nad Bečvou (1909–1945)
- Milíčeves (1841–1871)
- Oslavany (1577–1654)
- Svojšice (1738–1923)
- Vranov nad Dyjí (1617–1629, 1680–1793)
- Helfštýn (1909-1945)

## Sídla v Kladském hrabství
- 1653–1945 Panství Mezilesí
- 1653–1945 Vlčí Důl
- 1653–1945 Panství Krásno[6] (něm. Schönfeld, polský Roztoki)
- 1684–1783 Panství Šnalenštejn
- 1684–1733 Panství Stránsko[6] (něm. Seitenberg, polský Stronie Śląskie)

## Osobnosti
Na základě poslední vůle Michaela Adolfa I. nesli všichni mužští potomci jako první křestní jméno Michael
- Michael Adolf I. (1574–1636), císařský diplomat a polní maršál, 1608 povýšen do hraběcího stavu
- Michael Ferdinand (1610–1658), nejvyšší zemský sudí na Moravě 1655–1658
- Michael Václav (1630–1686), diplomat, nejvyšší zemský sudí na Moravě 1675–1679, zemský hejtman v Kladsku 1680–1686
- Michael Jan II. (1643–1702), přísedící moravského zemského soudu, iniciátor přestavby zámku Vranov nad Dyjí
- Gundakar Ludvík (1665–1747), polní maršál, generální ředitel dvorských staveb
- Michael Heřman Josef (1671–1736), nejvyšší zemský komorník na Moravě 1721–1736
- Michael Jan III. (1679–1722), císařský nejvyšší štolba, rytíř Řádu zlatého rouna
- Michael Bedřich (1680–1734), kardinál, biskup ve Vácu, místokrál v Neapoli 1722–1728
- Marie Anna Pignatelli (1689–1755), manželka Michaela Jana III., důvěrnice císaře Karla VI., mecenáška umění
- Michael Karel (1702–1756), biskup ve Vácu
- Michael Heřman (1704–1759), hejtman jihlavského a brněnského kraje
- Michael Ferdinand z Althannu (1708–1789), velkopřevor Maltézského řádu v Čecháh 1769–1789
- Michael Jan IV. (1710–1778), tajný rada, komoří, státní úředník, rytíř Řádu zlatého rouna
- Michael Antonín (1716–1774), rakouský generál
- Michael Jan Filip (1730–1795), hejtman brněnského kraje
- Michael František (1760–1817), nejvyšší hofmistr císařovny, rytíř Řádu zlatého rouna
- Michael Karel (1801–1881), poslanec českého zemského sněmu a říšské rady, dědičný člen rakouské panské sněmovny
- Michael Ferdinand (1808–1890), c.k. generálmajor
- Michael Robert (1853–1919), velkostatkář v Čechách, Rakousku a Německu, dědičný člen rakouské a pruské panské sněmovny